# Pseudorthodes irrorata
Pseudorthodes irrorata är en fjärilsart som beskrevs av Smith 1887. Pseudorthodes irrorata ingår i släktet Pseudorthodes och familjen nattflyn. Inga underarter finns listade.